# Auguste Clot
Pour les articles homonymes, voir Clot.
François Auguste Clot, né à Paris le 20 août 1858 et mort en mars 1936, est un imprimeur et chromolithographe français.

## Biographie
Entré comme jeune apprenti chez l'imprimeur Alfred Lemercier en 1869, Auguste Clot démarre son activité de lithographe indépendant en 1888 à Paris d'abord au 21, puis au 23, rue du Cherche-Midi, sous le nom de « A. Clot, imprimerie d'arts » ; cet atelier était surnommé « La Ratière »,,.
Il est le principal tireur des estampes commandées et éditées par Ambroise Vollard, à partir de 1895, sous la forme d'albums.
Clot expose ses propres créations au Salon des artistes français entre 1886 et 1888, puis au salon de la Société nationale des beaux-arts en 1906 et 1907.
Trois ans avant sa mort en mars 1936, l'activité est reprise par son fils André, puis, en 1963, une association est formée entre le docteur Guy Georges (son petit-fils) et le lithographe Peter Bramsen (Atelier Clot, Bramsen et Georges), qui lancent en 1965 les éditions Atelier Clot (Paris) qui existent toujours.

Deux exemples de chromolithographies
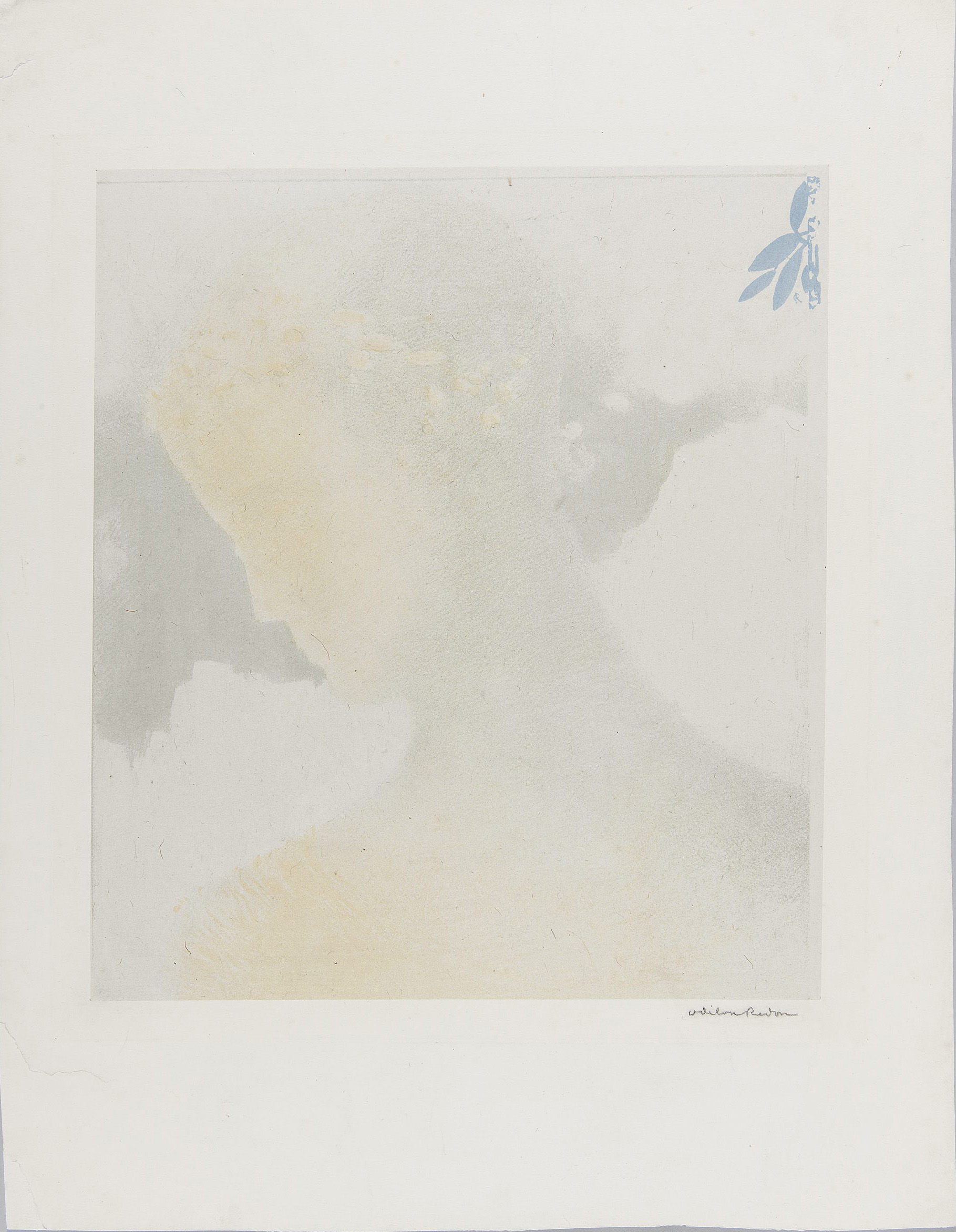
Béatrice, d'après Odilon Redon (1897).
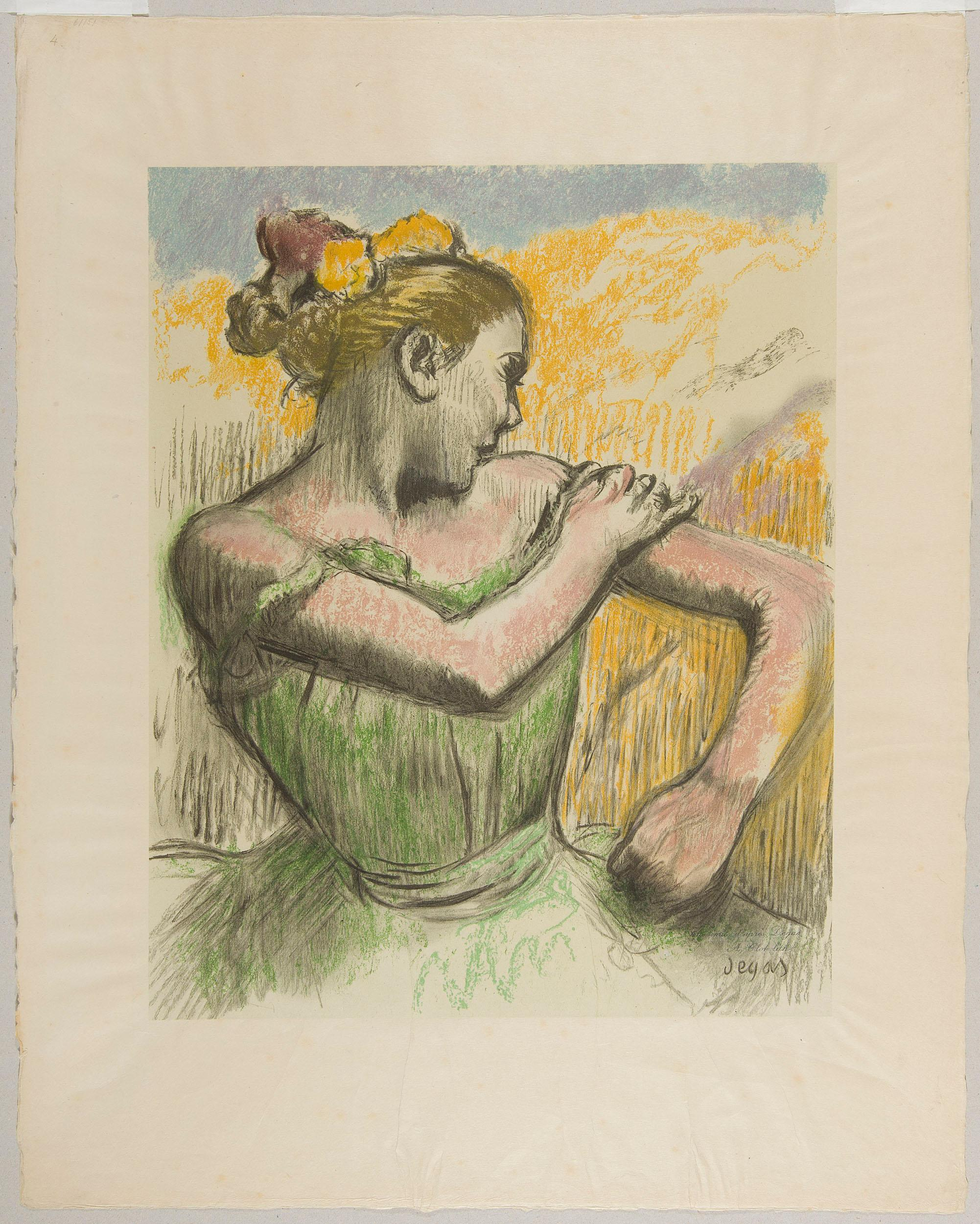
Danseuse, d'après Degas (1899).